# Slappy el Muñeco
Slappy el Muñeco es un personaje ficticio y el principal antagonista de la serie infantil de R. L. Stine Goosebumps. Es uno de los villanos más populares de la serie, el principal antagonista de la saga Night of the Living Dummy y la mascota de la franquicia.También es el principal antagonista de la película Goosebumps (2015) y su secuela (2018), donde Stine lo describe como un "muñeco de ventrílocuo con un serio complejo napoleónico". Él cobra vida con estas palabras: "Karru Marri Odonna Loma Molanu Karrano", que se traduce aproximadamente como "Tú y yo somos uno ahora" (lo que significa que él y quien lo traiga a la vida se volverán inseparables) y se pueden encontrar en una hoja de papel en el bolsillo del abrigo de la chaqueta de Slappy, se leen en voz alta. Después de ser traído a la vida, Slappy intentará hacer que la persona que lo hizo le sirva como esclavo, hasta el punto de incriminarlo por las cosas malas que hace.

## Inspiración
Según R.L. Stine, Slappy se inspiró en el clásico literario Las aventuras de Pinocho. Le gustó la idea del libro de que un títere de madera cobrara vida, así que creó Slappy.
Magic, una película de terror de 1978 en la que se cree que un muñeco comete actos malvados, fue otra de las inspiraciones de R.L. Stine para Slappy. En la adaptación televisiva de los libros, Slappy tiene la misma voz que Fats, el muñeco de Magic con la voz de Anthony Hopkins.

## Apariciones notables en novelas
| Título                        | Año de lanzamiento | Información |
| ----------------------------- | ------------------ | --- |
| Night of the Living Dummy     | 1993               | En el primer libro Night of the Living Dummy, las hermanas gemelas Lindy y Kris Powell están dando un paseo cuando se encuentran con un muñeco, al que Lindy llama Slappy. Lindy decide quedarse con Slappy a pesar de que a Kris no le agrada. Lindy se convierte en una buena ventrílocua y Kris se pone celosa, por lo que Kris consigue un muñeco llamado Sr. Wood. A partir de ahí empiezan a pasar cosas malas. El Sr. Wood es derrotado al final después de morir aplastado por una apisonadora. Sin embargo, Slappy cobra vida y saluda a las chicas cuando llegan a su dormitorio. A diferencia de otros libros, Slappy nunca causa ningún problema a pesar de estar vivo hasta el final. |
| Night of the Living Dummy II  | 1995               | Slappy se convierte en el principal antagonista en Night of the Living Dummy II, cuando Amy Kramer, el personaje principal, quiere un nuevo muñeco de ventrílocuo para el "show de talentos" semanal de su familia. Su padre encuentra a Slappy en una casa de empeño local y se lo regala. Saca un trozo de papel que tiene las palabras mágicas y lo lee en voz alta, y Slappy poco a poco cobra vida, causando travesuras y estragos para Amy y su familia. Amy y su hermana ayudan a matar a Slappy. Al final, Dennis, el viejo muñeco de Amy, lo destruye. |
| Night of the Living Dummy III | 1996               | El padre de Trina y Daniel O'Dell llegó a casa una noche con el roto Slappy, que obtuvo gratis de un tipo que cree que es el padre de Amy. Poco después de que termine ese día, el muñeco pronto se cura curándose a sí mismo, todo porque la familia leyó la infame nota que venía con él, y pronto su padre lo llamó "Smiley" y se convirtió en su nuevo muñeco favorito, una parte de su increíble colección. Pero desde que su primo Zane decidió pasar unas noches en su casa una vez más, comienzan a surgir problemas con los otros muñecos en forma de bromas, siendo la principal Rocky, quien fue encontrado por primera vez en un evento en el que lo vieron. por Zane en su dormitorio. En todos estos casos, se culpa a Trina y Daniel de los hechos, lo que los hace infelices. Más tarde resulta que el verdadero alborotador es Slappy, con la ayuda de los otros muñecos a quienes dio vida, lo que, al final, se convierte en el infierno para Slappy cuando es traicionado por ellos para proteger a los O'Dell. Sin embargo, a pesar de aparentemente haber sido asesinado, Trina atrapa al muñeco malvado guiñándole un ojo mientras Zane lo lleva al auto. |
| Bride of the Living Dummy     | 1998               | Una niña llamada Jillian lleva a sus hermanas pequeñas Katie y Amanda, acompañadas de su muñeca Mary-Ellen, a un espectáculo de marionetas de un adolescente llamado Jimmy O'James, con Slappy el Muñeco como compañero. En el espectáculo, Slappy espía a los gemelos y a Jillian con Mary-Ellen. Slappy luego sube a los gemelos al escenario con Mary-Ellen y se burla de ellos. Los gemelos, que están heridos por lo que dijo, se van después del espectáculo para contarle lo que piensan y Jillian tiene que encontrarlos. Mientras intenta encontrar a sus hermanas gemelas, Jillian encuentra el camerino de Jimmy y Slappy y entra y Slappy le da a Jimmy un puñetazo en la nariz. Jimmy le dice que él y Slappy están trabajando en un nuevo acto. Ella pregunta si han visto a sus hermanas. Jimmy responde que no los ha visto desde que estaban en el escenario. Después de que ella se va, Jimmy pone a dormir a Slappy y lo echa. Harrison, el amigo de Jillian, encuentra a Slappy y lo lleva a la casa de Jillian, ya que cree que Slappy está roto y quiere que el padre de Jillian lo arregle. Después de una serie de eventos problemáticos, Jillian y Harrison organizan una fiesta de cumpleaños e intentan montar un espectáculo, solo para que se revele que Mary-Ellen está viva y que ella volvió a despertar a Slappy para poder casarse con él, pero Slappy odia a Mary-Ellen y desea casarse con Jillian. Slappy y Mary Ellen terminan siendo cortados en pedazos por una hoja de sierra, pero el espíritu de Slappy termina poseyendo a Jillian. |
| Slappy's Nightmare            | 1999               | Slappy comienza siendo el títere desobediente de Jimmy O'James. Harto de Slappy, Jimmy reemplaza a Slappy con Wally, quien le dice a Jimmy cómo controlar el mal de Slappy: maldecirlo a hacer tres buenas obras en una semana. Aunque al final se revela que es una pesadilla de Slappy, el libro termina con su pesadilla haciéndose realidad lentamente. |
| Revenge of the Living Dummy   | 2008               | Britney Crosbey y su amiga, Molly Molloy, tienen que aguantar al desagradable primo de Britney, Ethan, y a su nuevo amigo Slappy, a quien Ethan llama "Sr. Chico Malo". Slappy, sin embargo, parece ser quien está causando el problema esta vez, y Britney decide poner a Slappy a dormir, después de ver que solo tenía que decir las palabras mágicas nuevamente, así de simple. Pero luego, cuando descubre que Slappy fue despertado por las palabras mágicas, él jura venganza y se le ocurre un plan para usar una muñeca especial 'Mind-Stealer' para convertir a Britney en su esclava perfecta y personal. Al final, Britney decide usar el muñeco 'Mind-Stealer' contra Slappy, cuya mente es robada al final del libro. Más tarde, Slappy hace dos apariciones más en Dr. Maniac vs. Robby Shwartz, donde persigue a Britney y Molly y cruelmente hace que envíen a Robby de regreso a la sala de juegos de Horrorland y en Say Cheese and Die Screaming donde, después de tomar una foto del stand de Madam Doom, Julie ve a Slappy en la foto apoyado contra la cabina. |
| The Streets of Panic Park     | 2009               | Slappy aparece en este libro, donde convierte a Britney en una muñeca, pero luego se une a Luke y Lizzy para escapar de The Menace en Horrorland y Panic Park para burlar a The Menace y escapar de ambos parques. Slappy es finalmente llevado a casa por Lizzy. |
| Slappy New Year               | 2010               | Ray Gordon trae como regalo un muñeco de ventrílocuo común y corriente, Slappy, y quiere asustar a su hermano Brandon con él. Slappy New Year era un libro de una serie cuyo lanzamiento estaba previsto llamar Goosebumps Gold. La serie nunca fue lanzada debido al contrato vencido que R. L. Stine tenía con Scholastic en ese momento. Sin embargo, R.L. Stine publicó el libro, pero cambió la trama. Originalmente iba a ser la secuela de Slappy's Nightmare, pero a lo largo de los años desde que R.L. Stine cambió la trama del libro, abandonó la idea de que fuera una secuela. Fue lanzado el 1 de noviembre de 2010. |
| Son of Slappy                 | 2013               | Jackson Stander es el sueño de todo padre. No se mete en problemas, siempre hace los deberes y nunca miente. Todos sus profesores confían completamente en él. Incluso es voluntario en el Centro Juvenil local. Pero todo eso fue antes de que Jackson se encontrara con el muñeco de un malvado ventrílocuo. Ahora debe lidiar con Slappy y su hijo mientras causan estragos en su familia y amigos. ¡Jackson pronto verá que dos Slappys no son mejores que uno! |

También aparece en su propia serie  Goosebumps SlappyWorld, donde actúa como narrador.

## Apariciones más allá de los libros
Slappy también se ha convertido en un muñeco de ventrílocuo real disponible en los principales minoristas. El fue fabricado por primera vez por la corporación Goldberger Doll después de que un niño de nueve años de Long Island les enviara una carta sugiriendo la idea en 1998. También hay una máscaray un disfraz completo disponible para la venta Night of the Living Dummy III y Bride of the Living Dummy también han sido adaptadas para VHS y DVD; el segundo en DVD incluye Bride of the Living Dummy.
Los autores Douglas Preston y Lincoln Child publicaron un anuncio a través de su estado de Facebook:

Acabamos de escribir una historia corta con el increíble autor, R.L. Stine. Se publicará dentro de un año en una nueva antología, aún sin nombre. Presenta a Pendergast y... la creación más aterradora de R.L. Stine, el muñeco de ventrílocuo Slappy. Esta es una historia muy, muy extraña... El título es ILUMINADO POR GAS.

Esto se publicó el 30 de septiembre de 2014 como "Gaslighted: Slappy the Ventriloquist Dummy vs. Aloysius Pendergast" en la antología Face Off editada por David Baldacci.

## En otros medios

### Televisión
- Cal Dodd (Cathal J. Dodd) fue la voz de Slappy durante las 4 temporadas de la serie de televisión original. Cal prestó su voz al tema principal de la serie, así como en varios DVD. Slappy fue interpretado en el set y la voz del titiritero Ron Stefaniuk, quien apareció en cuatro episodios:
  - #"Night of the Living Dummy II"; episodio 10, emitido el 2 de enero de 1996
  - #"Night of the Living Dummy III Parte I"; episodio 43, emitido el 20 de julio de 1997
  - #"Night of the Living Dummy III Parte II"; episodio 44, emitido el 20 de julio de 1997
  - #"Bride of the Living Dummy"; episodio 60, emitido el 14 de febrero de 1998
  - La historia original de Night of the Living Dummy nunca fue adaptada a la televisión, ni tampoco las seis historias posteriores a La novia.

- Slappy aparece como uno de los dos antagonistas principales (junto a Harold Biddle) en la serie de Disney+ de 2023 Goosebumps, con la voz de Chris Geere. En "Night of the Living Dummy", Slappy fue comprado por Ephraim en una tienda de magia, en un esfuerzo por revitalizar su fallida carrera como mago. Ephraim encontró un hechizo en el bolsillo de Slappy que le dio vida y, con su ayuda, se convirtió en un exitoso ventrílocuo. Finalmente, Slappy hizo que Ephraim recuperara el ataúd de alguien llamado Kanduu y lo instó a leer el hechizo escondido en su interior. Ephraim tuvo una visión de personas muriendo en una gran torre en llamas y rechazó la influencia del muñeco, compró una casa en Port Lawrence y escondió a Slappy detrás de una pared en el sótano. En 1993, diez años después de la muerte de Ephraim, sus descendientes separados, los Biddle, heredaron la casa. Slappy fue encontrado por el bisnieto de Ephraim, Harold, quien fue intimidado en su escuela anterior y tuvo dificultades para adaptarse a la nueva ciudad. Tenía total influencia sobre Harold, aislándolo aún más y provocando que se deshiciera de sus padres convirtiéndolos en marionetas de madera. Después de que Slappy y Harold humillaran a Sarah y sus amigos Ben, Victoria, Eliza y Nora, en un espectáculo escolar, Nora descubre que Slappy actúa solo y convenció a los demás para que lo alejaran de Harold, yendo a su casa esa noche y robar a Slappy. Después de la muerte de Harold en el incendio de su sótano, Slappy es destrozado por Ben, quien junto con sus amigas esconden sus restos y mantienen en secreto los acontecimientos de esa noche. En la actualidad, Harold Biddle regresa del más allá y poseyó al maestro de escuela Nathan Bratt para buscar a Slappy y vengarse de los hijos de sus supuestos asesinos mediante el uso de sus posesiones personales. En "You Can't Scare Me", los restos de Slappy son llevados por Nora a una montaña nevada hasta ser recuperados por Bratt/Biddle. Slappy y Harold intentan deshacerse de Isaiah, los amigos y los padres le dicen a Harold toda la verdad, él salva a Isaiah y arroja a Slappy por el precipicio, y al perdonarlos, se reúne con sus padres en el más allá. Bajo el acantilado, Slappy, estando roto de nuevo, abre los ojos. En "Night of the Living Dummy Part 2", Slappy es nuevamente encontrado ahora por el Sr. Bratt, quién tiene bloqueo del escritor y presionado por sus problemas económicos, es resucitado, al igual que la mascota fallecida de Bratt, Fifi, ahora como un vampiro poodle. Después que Bratt encontrará el ataúd de Kanduu y leyera el hechizo escondido en el interior, el espíritu de Slappy es liberado y restaura su cuerpo humano, y convierte a Ben en una marioneta. En "Welcome to Horrorland", la historia de Kanduu se ve cómo su alma fue transferida al muñeco Slappy por Mahar, un fabricante de marionetas.

### Película
- Es el principal antagonista en la película de 2015 Goosebumps, en la que Jack Black, quien también interpreta a R.L. Stine y el Chico Invisible, le da voz en My Best Friend Is Invisible, con Avery Lee Jones haciendo los títeres del personaje (Jones también hizo la voz de Slappy para el material promocional de la película), con la asistencia de Jake McKinnon de Ironhead Studio.[8]
- Slappy tiene la voz del actor Mick Wingert en la secuela de 2018 Goosebumps 2: Haunted Halloween, con Jones una vez más haciendo de títere (esta vez asistido por técnicos de Legacy Effects) y dándole voz para material promocional, así como para algunas líneas de diálogo y todo se ríe en la película final.

### Videojuegos
- Slappy aparece en el videojuego de Goosebumps: Horror Town.
- También aparece en Goosebumps: Night of Scares y en Goosebumps: Dead of Night.

### Medios impresos
- Slappy aparece en la serie de cómics realizada por IDW y Goosebumps Graphix.
- Los personajes de los Benson, un grupo de muñecos de ventrílocuo que no hablan en Toy Story 4 de Pixar, están inspirados en Slappy.